# Požunski mir 1491.
Požunski mir bio je mirovni sporazum između pristaša novoizabranog hrvatsko-ugarskog kralja Vladislava II. s jedne strane, te pristaša trećeg potencijalnog kandidata za hrvatsko-ugarsku krunu, nadvojvode Maksimilijana I. Habsburškog.
Time je zaključen rat za hrvatsko-ugarsku krunu koji je izbio 1490. godine.
Sklopljen je u Kraljevini Ugarskoj, u slovačkom gradu Požunu (današnja Bratislava) 7. studenoga 1491.

## Mirovni uvjeti
Maksimilijan je ovim mirom osigurao pravo Habsburgovaca na Hrvatsku i Ugarsku te je uzeo naslov hrvatsko-ugarskog kralja.